# Kamil Oniszczuk
Kamil Oniszczuk (ur. 28 września 1996 w Międzyrzeczu) – polski zawodnik mieszanych sztuk walki (MMA) wagi półśredniej i średniej. Walczył m.in. dla takich organizacji jak Babilon MMA, ACA czy Bellator MMA. Aktualnie związany kontraktem z federacją Oktagon MMA.

## Kariera MMA

### Początki zawodowej kariery
Oniszczuk zaczynał rywalizację od kategorii półśredniej. W pierwszej zawodowej walce zadebiutował 12 marca 2016 na gali Soul FC 4 odbywającej się w Warszawie. Po trzyrundowym pojedynku pokonał Bartosza Siwka jednogłośną decyzją sędziowską.
Drugi pojedynek stoczył na Gali Sportów Walki w Międzychodzie 7, która odbyła się 15 października 2016. Zwyciężył przez techniczny nokaut w trzeciej rundzie dzięki dobrym sprowadzeniom rywala do parteru, a następnie zasypaniem go ciosami oraz łokciami w tej płaszczyźnie walki. 24 czerwca 2017 w walce wieczoru gali MMA Way w Żarach pokonał jednogłośnie na punkty Pawła Szaję.

### Babilon MMA
Następnie Oniszczuk podpisał długoterminowy kontrakt z federacją Babilon MMA, obejmujący 4 walki. W debiucie dla nowego pracodawcy, a dokładnie 2 grudnia 2017 w Legionowie podczas gali Babilon MMA 2 zwyciężył jednogłośnie na punkty z Pawłem Karwowskim.
6 marca 2018 podczas wydarzenia Babilon MMA 3 w Radomiu pokonał Ukraińca, Maksima Potapowa poprzez poddanie (duszenie trójkątne rękoma).
18 sierpnia 2018 na wydarzeniu Babilon MMA 5 w Międzyzdrojach pokonał niepokonanego przed pojedynkiem Rosjanina, Saida-Magomieda Abdulkadarowa.
25 stycznia 2019 podczas gali Babilon MMA 7, odbywającej się w Żyrardowie, zwyciężył walkę w pierwszej odsłonie przez techniczny nokaut, po tym jak Hiszpan Guilherme Cadena nie wyszedł do drugiej rundy przez kontuzję barku.

### ACA
W styczniu 2020 roku podpisał kontrakt z rosyjską federacją Absolute Championship Akhmat, dla której debiutował 20 sierpnia tego samego roku podczas gali ACA 109. Przegrał jednogłośną decyzją sędziowską z Litwinem, Mindaugasem Veržbickasem. Dla Oniszczuka była to pierwsza zawodowa porażka. Pierwotnie do konfrontacji Oniszczuka z Veržbickasem miało dojść w terminie 25 kwietnia 2020 (ACA 108), jednak w związku z pandemią koronawirusa gala została przełożona.
26 listopada 2020 w Łodzi podczas gali ACA 114 powrócił na ścieżkę zwycięstw, nokautując w trzeciej rundzie wysokim kopnięciem na głowę Krystiana Bielskiego. Po tym zwycięstwie rosyjska federacja nagrodziła Oniszczuka dodatkowym bonusem finansowym (10 tysięcy dolarów) za najlepsze skończenie wieczoru podczas tamtej gali.
Następnie 10 grudnia 2021 Oniszczuk stoczył po raz pierwszy pojedynek poza granicami polski oraz zmienił swoją docelową kategorię na wagę średnią (83,9 kg / -185 lb). Podczas gali ACA 133 w rosyjskim Petersburgu zwyciężył przez techniczny nokaut w pierwszej rundzie z bardziej doświadczonym tamtejszym gospodarzem Władimirem Fedinem. Po tej walce kontrakt Oniszczuka z rosyjską federacją wygasł.

### Bellator MMA
18 marca 2022 poinformował fanów za pośrednictwem Facebooka, że podpisał dwie umowy, pierwszą z amerykańską grupą menadżerską First Round Management, a druga z amerykańska organizacją, jednak nie określił o jaką federację chodzi. Tego samego dnia Patryk Prokulski, dziennikarz TVP Sport ujawnił, że Oniszczuk związał się z Bellator MMA. 29 marca tego samego roku Oniszczuk oraz nowy pracodawca oficjalnie potwierdzili współpracę. W pierwszej walce podczas gali Bellator 287, która odbyła się 29 października 2022 roku we włoskim Mediolanie zmierzył się z byłym mistrzem organizacji PLMMA, Costello van Steenisem. W drugiej rundzie starcia został poddany duszeniem d’Arce przez Holendra.
16 czerwca 2023 podczas gali Bellator 297 w Chicago zmierzył się z niepokonanym Norbertem Novenyim Jr. W pierwszej rundzie, w jednej z wymian reprezentant Węgier idealnie trafił na szczękę Oniszczuka, który momentalnie padł na matę, Novenyi Jr. zdążył zadać jeszcze kilka mocnych uderzeń w zamroczonego Polaka, po czym wkroczył sędzia i przerwał tę walkę.

### Niedoszły debiut w MMA Attack, Cave MMA i FNC
Po nieudanej przygodzie w amerykańskim Bellatorze, Oniszczuk zasilił szeregi organizacji MMA Attack. 19 stycznia 2024 w Grodzisku Mazowieckim miał zawalczyć w walce wieczoru imprezy MMA ATK: New Beginning z doświadczonym Brazylijczykiem, weteranem m.in. UFC, Carlo Praterem. Wydarzenie to jednak nie odbyło się w podanym terminie przez wycofanie się kluczowego sponsora federacji. Do polsko-brazylijskiego starcia doszło podczas marcowej gali Cave MMA 4: Blood Circle w Jastrzębiu-Zdrój. Oniszczuk błyskawicznie pokonał rywala w pierwszej rundzie, zadając mocne i niskie kopnięcia.
Podczas gali FNC 20, która odbyła się 23 listopada w Zagrzebiu, wszedł na zastępstwo do walki z krótkim wyprzedzeniem i skrzyżował rękawice z Chorwatem, Andim Vrtaciciem. Przegrał przez techniczny nokaut w trzeciej rundzie.

### Oktagon MMA
Pod koniec 2024 roku, ogłoszono, że podpisał kontrakt z czesko-słowacką organizacją Oktagon MMA oraz podano szczegóły jego debiutu. 1 lutego 2025 w niemieckim Düsseldorfie na gali Oktagon 66 miał zmierzyć się w rezerwowym starciu do turnieju Tipsport Gamechanger 3 wagi średniej z Hojatem Khajevandem. Pod koniec stycznia organizacja ogłosiła, że ostatecznie zastąpi w turnieju Anthony’ego Salomone w walce z mistrzem wagi średniej, Kerimem Engizekiem. Oniszczuk uległ Turkowi jednogłośnie na kartach punktowych.
9 sierpnia 2025 na gali Oktagon 74: Bolander vs. Szabová w Pradze zwyciężył jednogłośną decyzją sędziów nad byłym zawodnikiem UFC, Davidem Zawadą. Pojedynek ten był walką rezerwowa turnieju Tipsport Gamechanger 3 w wadze średniej.

## Osiągnięcia[35]

### Grappling
- 2013: III Pucharu Polski NO GI CBJJ RULES 2013 Luboń – 3. miejsce, kat. -75,99 kg junior[36]
- 2015: Otwarte Mistrzostwa Polski Gold Team – 2. miejsce, kat. -78 kg niebieskie pasy[37]
- 2015: I Mistrzostwa Europy Gi i No-Gi federacji CBJJP – 2. miejsce, kat. -79 kg niebieskie pasy[38]
- 2015: V Puchar Polski No-Gi Jiu-Jitsu – 1. miejsce, kat. -79,5 kg niebieskie pasy[39]
- 2017: VII Puchar Polski No-Gi Jiu Jitsu – 3. miejsce, kat. -85,5 kg purpurowe pasy[40]
- 2019: XV Mistrzostwa Polski ADCC – 2. miejsce, kat. 91 kg zaawansowani[41]
- 2020: X Mistrzostw Polski No-Gi Jiu-jitsu w Luboniu – 1. miejsce, kat. -91,5 kg purpurowe pasy[42]

### Kick-boxing
- Zwycięstwo na WFMC K-1 (junior)

### Mieszane sztuki walki
- Puchar Dolnego Śląska MMA (junior) – 3. miejsce
- Puchar Wielkopolski MMA (senior) – 3. miejsce
- Puchar Polski Zachodniej MMA (junior) – 2. miejsce
- Puchar Dolnego Śląska MMA (senior) – 1. miejsce
- Mistrzostwa Wielkopolski MMA (senior) – 1. miejsce

## Lista zawodowych walk w MMA
| Wynik     | Bilans | Przeciwnik (bilans przed walką)  | Rozstrzygnięcie                                           | Runda | Czas | Rozgrywki                             | Data       | Miejsce          | Uwagi                                                                                     |
| --------- | ------ | -------------------------------- | --------------------------------------------------------- | ----- | ---- | ------------------------------------- | ---------- | ---------------- | ----------------------------------------------------------------------------------------- |
| Wygrana   | 11-5   | David Zawada (19-11)             | Decyzja (jednogłośna)                                     | 3     | 5:00 | Oktagon 74: Bolander vs. Szabová      | 09.08.2025 | Praga            | Walka rezerwowa turnieju Tipsport Gamechanger 3 w wadze średniej.                         |
| Przegrana | 10-5   | Kerim Engizek (21-4)             | Decyzja (jednogłośna)                                     | 3     | 5:00 | Oktagon 66: Engizek vs. Oniszczuk     | 01.02.2025 | Düsseldorf       | Debiut w Oktagon MMA. Walka turnieju Tipsport Gamechanger 3 w wadze średniej. Main Event. |
| Przegrana | 10-4   | Andi Vrtačić (4-2)               | TKO (ciosy pięściami)                                     | 3     | 2:28 | FNC 20: Fabjan vs. Ilić               | 23.11.2024 | Zagrzeb          | Debiut w FNC.                                                                             |
| Wygrana   | 10-3   | Carlo Prater (35-24-1)           | TKO (niskie kopnięcia)                                    | 1     | 0:31 | Cave MMA 4: Blood Circle              | 01.03.2024 | Jastrzębie-Zdrój |                                                                                           |
| Przegrana | 9-3    | Norbert Novenyi Jr. (6-0)        | KO (prawy prosty i ciosy pięściami)                       | 1     | 0:46 | Bellator 297                          | 16.06.2023 | Chicago          |                                                                                           |
| Przegrana | 9-2    | Costello van Steenis (13-2)      | Poddanie (duszenie d’Arce)                                | 2     | 3:02 | Bellator 287: Piccolotti vs. Barnaoui | 29.10.2022 | Mediolan         |                                                                                           |
| Wygrana   | 9-1    | Władimir Fedin (18-7)            | TKO (ciosy pięściami)                                     | 1     | 1:25 | ACA 133: Bimarzaev vs. Lima           | 10.12.2021 | Petersburg       | Przejście do wagi średniej.                                                               |
| Wygrana   | 8-1    | Krystian Bielski (6-2)           | KO (wysokie kopnięcie na głowę)                           | 3     | 1:52 | ACA 114: Omielańczuk vs. Johnson Jr.  | 26.11.2020 | Łódź             | Bonus za nokaut wieczoru.                                                                 |
| Przegrana | 7-1    | Mindaugas Veržbickas (16-7-2)    | Decyzja (jednogłośna)                                     | 3     | 5:00 | ACA 109: Haratyk vs. Strus            | 20.08.2020 | Łódź             |                                                                                           |
| Wygrana   | 7-0    | Guilherme Cadena (24-15)         | TKO (niezdolność do kontynuowania walki – kontuzja barku) | 1     | 5:00 | Babilon MMA 7: Kita vs. Głuchowski    | 25.01.2019 | Żyrardów         |                                                                                           |
| Wygrana   | 6-0    | Said-Magomied Abdulkadarow (4-0) | Decyzja (jednogłośna)                                     | 3     | 5:00 | Babilon MMA 5: Skibiński vs. Melillo  | 18.08.2018 | Międzyzdroje     |                                                                                           |
| Wygrana   | 5-0    | Maksim Potapow (3-1-1)           | Poddanie (duszenie trójkątne rękoma)                      | 1     | 0:53 | Babilon MMA 3: Kołecki vs. Borowski   | 16.03.2018 | Radom            |                                                                                           |
| Wygrana   | 4-0    | Paweł Karwowski (2-1-1)          | Decyzja (jednogłośna)                                     | 3     | 5:00 | Babilon MMA 2: Kołecki vs. Orkowski   | 02.12.2017 | Legionowo        |                                                                                           |
| Wygrana   | 3-0    | Paweł Szaja (0-0)                | Decyzja (jednogłośna)                                     | 3     | 5:00 | MMA Way                               | 24.06.2017 | Żary             | Main Event                                                                                |
| Wygrana   | 2-0    | Dominik Szalczyk (0-1)           | TKO (ciosy pięściami i łokciami w parterze)               | 3     | 3:20 | Gala Sportów Walki w Międzychodzie 7  | 15.10.2016 | Międzychód       |                                                                                           |
| Wygrana   | 1-0    | Bartosz Siwek (1-0)              | Decyzja (jednogłośna)                                     | 3     | 5:00 | Soul FC 4: Medyński vs. Gabara        | 12.03.2016 | Zielona Góra     | Debiut w wadze półśredniej.                                                               |